# Zwarthalsooievaar
De zwarthalsooievaar (Ephippiorhynchus asiaticus), ook wel zwartnekooievaar of jabiru genoemd, is een vogelsoort uit de familie Ooievaars (Ciconiidae). De zwarthalsooievaar wordt ook wel als Xenorhynchus asiaticus tot een eigen geslacht Xenorhynchus gerekend.

## Uiterlijk
De zwarthalsooievaar is 120-170 cm hoog en deze soort heeft een spanwijdte van ongeveer twee meter. Het is een zwart-witte ooievaar met een wit lichaam, zwarte vleugels, nek en staart, een purperzwarte nek en kop, rode poten en een sterke zwarte snavel. Mannelijke zwarthalsooievaars hebben donkergekleurde ogen, terwijl de ogen bij vrouwelijke zwarthalsooievaars geel zijn.

## Ondersoorten
Er worden twee ondersoorten onderscheiden:
- E. a. asiaticus - (Latham, 1790); komt voor in India en Zuidoost-Azië.
- E. a. australis - (Shaw, 1800); komt voor in Nieuw-Guinea en Australië.

## Leefwijze
De zwarthalsooievaar voedt zich voornamelijk met vissen, maar ook kikkers, reptielen en krabben worden gegeten. Deze vogel leeft alleen of in paren. Een paartje van de zwarthalsooievaar blijft elkaar het hele leven trouw.

## Leefgebied en status op de rode lijst
De zwarthalsooievaar leeft in India, Zuidoost-Azië (met name Vietnam), Nieuw-Guinea en Australië. Het is een bewoner van moerasgebieden. In Australië leeft de zwarthalsooievaar langs de noordkust, globaal van Broome in West-Australië tot Newcastle in New South Wales. De plaats Jabiru in het Noordelijk Territorium is naar deze vogel vernoemd.
De zwarthalsooievaar heeft een groot verspreidingsgebied en daardoor alleen al is de kans op uitsterven klein. De grootte van de populatie van de ondersoort E. a. asiaticus werd in 2006 geschat op 1000 individuen en die van E. a. australis op 20.000 individuen. In Australië wordt de soort dan ook als niet bedreigd beschouwd, hoewel de vogel aan de rand van zijn verspreidingsgebied in New South Wales weer als bedreigde soort geldt.
Vooral de Aziatische ondersoort gaat in aantal achteruit, door een complex van factoren zoals het droogleggen van draslanden, kappen van bossen waarin de vogels nestelen, overbevissing, overbegrazing, jacht en vogelvangst (voor dierenparken). Om deze redenen staat deze ooievaar als gevoelig op de Rode Lijst van de IUCN.